# Dionisie Bucur
Dionisie Bucur (n. 24 iulie 1946) este un fost senator român în legislatura 2000-2004, ales în județul Sibiu pe listele partidului PSD. În cadrul activității sale parlamentare, Dionisie Bucur a fost membru în grupurile parlamentare de prietenie cu Republica Polonă, Republica Slovenia și Republica Algeriană Democratică și Populară. Dionisie Bucur a înregistrat 177 de luări de cuvânt și a inițiat 6 propuneri legislative, din care 3 au fost promulgate legi. Dionisie Bucur a fost membru în comisia pentru administrație publică, organizarea teritoriului și protecția mediului și în comisia pentru muncă, familie și protecție socială. Dionisie Bucur a fost primar al orașului Mediaș în perioada 1990 - 2000.